# النزوع (دوعن)
'

تعديل مصدري - تعديل

النزوع هي إحدى قرى عزلة صيف بمديرية دوعن التابعة لمحافظة حضرموت، بلغ تعداد سكانها 4 نسمة حسب تعداد اليمن لعام 2004.